# Ласовська-Крук Мирослава
Мирослава-Порфирія Семенівна Ласовська-Крук, до шлюбів Сенів (11 березня 1919; Ясінка Масьова) — українська письменниця, художниця, акторка, громадська діячка в діаспорі Аргентини.

## Біографія
Мирослава-Порфирія Сенів народилася в с. Ясінка Масьова Турківського повіту на Бойківщині. Початкову освіту здобула у Сокалі, навчалась у Сокальській гімназії (1933—1937). Під впливом чоловіка Володимира Ласовського зацікавилася малярством. У 1943 р. розпочала мистецькі студії у Львові, а продовжила в Парижі (1947). Емігрувала до Аргентини, працювала в школі українознавства, розпочала літературну діяльність.
Переїхала до США, працювала в школі українознавства, керувала театральним гуртком. Очолювала Асоціацію Діячів Української культури. Закінчила відділ малярства в Ком'юніті Коледж Монро. У 1978
р. після смерті першого чоловіка поєднала свою долю з Б. Круком.
Мешкає в Детройті. Голова Головної Управи Об'єднання Жінок Чотирьох Свобід України, членкиня Політичної Ради Українського Конгресового Комітету Америки та Асоціації діячів Української Культури, референтка у справах культури при Світовій федерації українських жіночих організацій.

## Творчість
Авторка п'єс «Я повернусь», «Віщування старого дуба» (1971), «День Мазепи» (1993), «Не продам», «Володимир Великий», «Льодолом» (1974); повісті «Під чорним
небом» (1966); роману «Дзвінка молодість» (1982).
Окремі видання:
- Ласовська М. Віщування старого дуба. Феєрія. — Нью-Йорк,1971. — 22 с.
- Ласовська-Крук М. Володимир Великий: Істор. драма. — Торонто,1988.
- Ласовська М. Дзвінка молодість. — Торонто: Пробоєм, 1982. — 148 с.
- Ласовська М. Льодолом. Драма // Естафета. Збірник АДУК. -Нью-Йорк — Торонто, 1974. — Ч. 2.- С. 199—212.
- Ласовська-Крук М. День Мазепи. П'єси для шкільного театру. -Львів, 1993.
- Ласовська-Крук М. Під чорним небом. Повість. — Торонто: Пробоєм, 1966. — 207 с.